# Péter Fülöp Kocsis
Péter Fülöp Kocsis (Szeged, 13 januari 1963) is een Hongaars geestelijke en een metropoliet van de Hongaarse Grieks-Katholieke Kerk.
Kocsis werd op 2 augustus 1989 priester gewijd. Op 2 mei 2008 werd hij benoemd tot bisschop van Hajdúdorog; zijn bisschopswijding vond plaats op 30 juni 2008. Hij was tevens apostolisch administrator van de eparchie Miskolc van 2008 tot 2011.
Toen de eparchie Hajdúdorog op 20 maart 2015 werd verheven tot metropool, werd 
Kocsis de eerste metropoliet van de Hongaarse Grieks-Katholieke Kerk.
- Gemeinsame Normdatei: 1239751419
- International Standard Name Identifier: 0000 0004 2011 9180
- Library of Congress Control Number: n2013011348
- Virtual International Authority File: 296399597
- WorldCat: E39PBJfCrj7R9c6H8VqQ6KKyBP